# Windows Live
Windows Live er navnet på en samling services og software produceret af Microsoft. En stor del af disse services er web applikationer, der er tilgængelige via en browser, men der er også applikationer der kræver at blive installeret. Der er tre grundlæggende grupper af services: informerede, tilkoblede og beskyttede oplevelser.
D. 1. november 2005, blev Windows Live annonceret. Flere af Windows Lives udgivelser, blev omnavngivet og forbedret fra Microsofts MSN set af produkter og services. MSN eksistere dog stadig ved siden af Windows Live. Selvom det nye navn giver en ide om tættere tekniske bånd til Microsoft Windows operativsystemerne og services, er de dog tilgængelige hver for sig. Microsoft sagde at Windows Live "er en måde at udvide Windows brugeroplevelsen". Nogle af de webbrowser-baserede applikationer virker dog udenfor Windows, og Windows indeholder heller ikke Windows Live applikationer. Windows Vista har dog et link i Startmenuen der gør at man kan downloade Windows Live Messenger, eftersom Windows Messenger ikke er inkluderet.
Nogle af de udgivne Windows Live-services og -programmer er; Live Search søgemaskine, Windows Live Messenger instant messaging-klienten, Windows Live Hotmail webmail-servicen, Windows Live OneCare computersikkerhedsservicen, Windows Live Admin Center og Windows Live Spaces.
Bortset fra Windows Live, der hovedsageligt er tilpasset individuelle personer, findes der også andre web applikationer fra Microsoft, som har fået tilnavnet "Live". Microsoft Office Live til mindre firmaer, Xbox Live multiplayer gaming samt et system til at sende indhold til Xbox og Xbox 360, og Games for Windows - LIVE multiplayer gaming servicen til Microsoft Windows.

## Ekstern henvisning

### Windows Live
- Windows Live Startside
- Live Search
- Windows Live Produkter & Services Arkiveret 9. maj 2008 hos  Wayback Machine
- Windows Live Betas Arkiveret 11. maj 2008 hos  Wayback Machine
- LiveSide: Windows Live News(Eng)
- Windows Live Blog på Windows Live Spaces Arkiveret 7. oktober 2006 hos  Wayback Machine(Eng)

### Microsoft Live Labs
- Microsoft Live Labs Arkiveret 9. juni 2007 hos  Wayback Machine(Eng)

### Media
- BBC article(Eng)
- CNET reviews (Webside ikke længere tilgængelig)(Eng)

| Software | Spire Denne artikel om software og programmering er en spire som bør udbygges. Du er velkommen til at hjælpe Wikipedia ved at udvide den. |